# 秋本勝則
秋本 勝則（あきもと かつのり）は熊本県牛深市出身の柔道選手である。1975年世界柔道選手権大会の軽中量級で銅メダル、1978年の嘉納治五郎杯東京国際柔道大会で優勝している。

## 経歴・人物
牛深市立牛深中学校卒業後、柔道の名門である鎮西高等学校、拓殖大学に進学、当時の拓殖大学柔道部監督は木村政彦。現役時代の階級は軽中量級（65kg級）。現在は熊本県宇城市（旧下益城郡松橋町)で秋本整骨院を経営している。

## 人物
バロン吉元作「現代柔侠伝」の主人公柳勘一のモデルといわれており、柔道の強さに反して人情味溢れる物腰の柔らかい人柄で、慕う大学の後輩も多い。

## 戦績
- 1972年 -  全国高等学校柔道大会 中量級2位
- 1973年 -  全日本ジュニア柔道体重別選手権大会 軽量級(65kg)優勝
- 1974年 -  全日本選抜柔道体重別選手権大会  軽中量級2位
- 1975年 -  全日本選抜柔道体重別選手権大会 軽中量級2位
- 1975年 -  世界柔道選手権大会（オーストリア・ウィーン）　軽中量級 3位
- 1978年 -  全日本選抜柔道体重別選手権大会　65kg級 3位
- 1978年 - 嘉納治五郎杯東京国際柔道大会　65kg級 優勝
- 1979年 -  フランス国際柔道大会　65kg級 優勝
- 1980年 -  講道館杯全日本柔道体重別選手権大会　65kg級 優勝
- 1980年 - 全日本選抜柔道体重別選手権大会　65kg級 3位

## 家族
長男の秋本修平（鎮西高校・中央大学出身、元了徳寺学園職）は1999年インターハイ73kg級2位・全日本ジュニア柔道体重別選手権大会1999年73kg級優勝・2000年66kg級2位、次男の秋本啓之（桐蔭学園高等学校/筑波大学出身、了徳寺学園職）は2007年のフランス国際柔道優勝、2010年世界柔道選手権大会で金メダルを獲得し史上初の親子メダリストとなった。啓之の妻は元バレーボール女子日本代表の大友愛。